# Magyarosaurus
Magyarosaurus ("thằn lằn Magyar") là một chi khủng long Sauropoda sống vào thời kỳ Hậu Creta (tầng Maastricht) tại Romania. Đây là một trong những chi Sauropoda nhỏ nhất khi trưởng thành - chỉ dài 6 mét. Loài điển hình là Magyarosaurus dacus. Magyarosaurus được cho là một họ hàng gần của Rapetosaurus, cả hai đều thuộc họ Saltasauridae trong nhánh Titanosauria, theo một nghiên cứu của Kristina Curry Rogers năm 2005.